# Кожласола (Волзький район)
Кожласо́ла (рос. Кожласола, марій. Кожласола) — присілок у складі Волзького району Марій Ел, Росія. Входить до складу Пет'яльського сільського поселення.

## Населення
Населення — 83 особи (2010; 80 у 2002).
Національний склад (станом на 2002 рік):
- марі — 95 %